# Eduarda (Vorname)
Eduarda ist ein portugiesischer und spanischer weiblicher Vorname. Eduardo ist die männliche Form.
- Diminutiv: Duda

## Namensträgerinnen
- Eduarda Amorim (* 1986), brasilianische Handballspielerin
- Eduarda Chiote (* 1930), portugiesische Lyrikerin und Erzählerin
- Eduarda Henklein (* 2009), brasilianische Musikerin
- Eduarda Lapa (1895–1976), portugiesische Malerin
- Eduarda Mansilla (1834–1892), argentinische Schriftstellerin
- Eduarda Piai (* 1991), brasilianische Tennisspielerin
- Eduarda Ribera (* 2004), brasilianische Skilangläuferin und Biathletin
- Eduarda Santos Lisboa (* 1998), brasilianische Beachvolleyballspielerin
- Eduarda Schnitzer (1815–1902), deutsche Benediktinerin